# Куп пет нација 1999.
Куп пет нација 1999. (службени назив: 1999 Five Nations Championship) је било 105. издање овог најелитнијег репрезентативног рагби такмичења Старог континента. Било је ово седамдесето и уједно последње издање Купа пет нација, пошто се наредне године Италија прикључила Француској и острвским земљама, па је почео да се игра Куп шест нација.
Турнир је освојила репрезентација Шкотске којој је ово била петнаеста титула првака Европе у историји. Велс је у задњем колу у динамичној и неизвесној утакмици победио Енглеску и распршио снове Енглеза о освајању Гренд слема.

## Учесници
Напомена:
Северна Ирска и Република Ирска наступају заједно.
|   | Селекција                      | Стадион                                | Селектор          | Капитен         |
| - | ------------------------------ | -------------------------------------- | ----------------- | --------------- |
| 1 | Рагби репрезентација Француске | Стад де Франс, Париз (81 338)          | Жан-Клод Скрела   | Рафаел Ибанез   |
| 2 | Рагби репрезентација Енглеске  | Стадион Твикенам, Лондон (82 000)      | Сер Клајв Вудвард | Лоренс Далаглио |
| 3 | Рагби репрезентација Шкотске   | Стадион Марифилд, Единбург (67 144)    | Џим Телфер        | Гери Армстронг  |
| 4 | Рагби репрезентација Велса     | Вембли (стадион 1923), Лондон (82 000) | Сер Грејам Хенри  | Роб Хаули       |
| 5 | Рагби репрезентација Ирске     | Ленсдаун роуд, Даблин (48 000)         | Ворен Гатланд     | Кит Вуд         |

## Такмичење

### Прво коло
Ирска - Француска 9-10
Шкотска - Велс 33-20

### Друго коло
Енглеска - Шкотска 24-21
Велс - Ирска 23-29

### Треће коло
Француска - Велс 33-34
Ирска - Енглеска 15-27

### Четврто коло
Енглеска - Француска 21-10
Шкотска - Ирска 30-13

### Пето коло
Француска - Шкотска 22-36
Велс - Енглеска 32-31

## Табела
|   | Селекција                      | ИГ | Д | Н | И | ПД  | ПП  | ПР  | ЕД | Б |  |
| - | ------------------------------ | -- | - | - | - | --- | --- | --- | -- | - |  |
| 1 | Рагби репрезентација Шкотске   | 5  | 3 | 0 | 1 | 120 | 79  | +41 | 16 | 6 |  |
| 2 | Рагби репрезентација Енглеске  | 5  | 3 | 0 | 1 | 103 | 78  | +25 | 8  | 6 |  |
| 3 | Рагби репрезентација Велса     | 5  | 2 | 0 | 2 | 109 | 126 | -17 | 9  | 4 |  |
| 4 | Рагби репрезентација Ирске     | 5  | 1 | 0 | 3 | 66  | 90  | -24 | 3  | 2 |  |
| 5 | Рагби репрезентација Француске | 5  | 1 | 0 | 3 | 75  | 100 | -25 | 9  | 2 |  |

| Победник Купа пет нација 1999.          |
| --------------------------------------- |
| Рагби репрезентација Шкотске 15. титула |

## Индивидуална стастика
Највише поена
- Нил Џенкинс 64, Велс

Највише есеја
- Алан Тејт 5, Шкотска
- Емил Нтамак 5, Француска